# Schistes de Wheeler

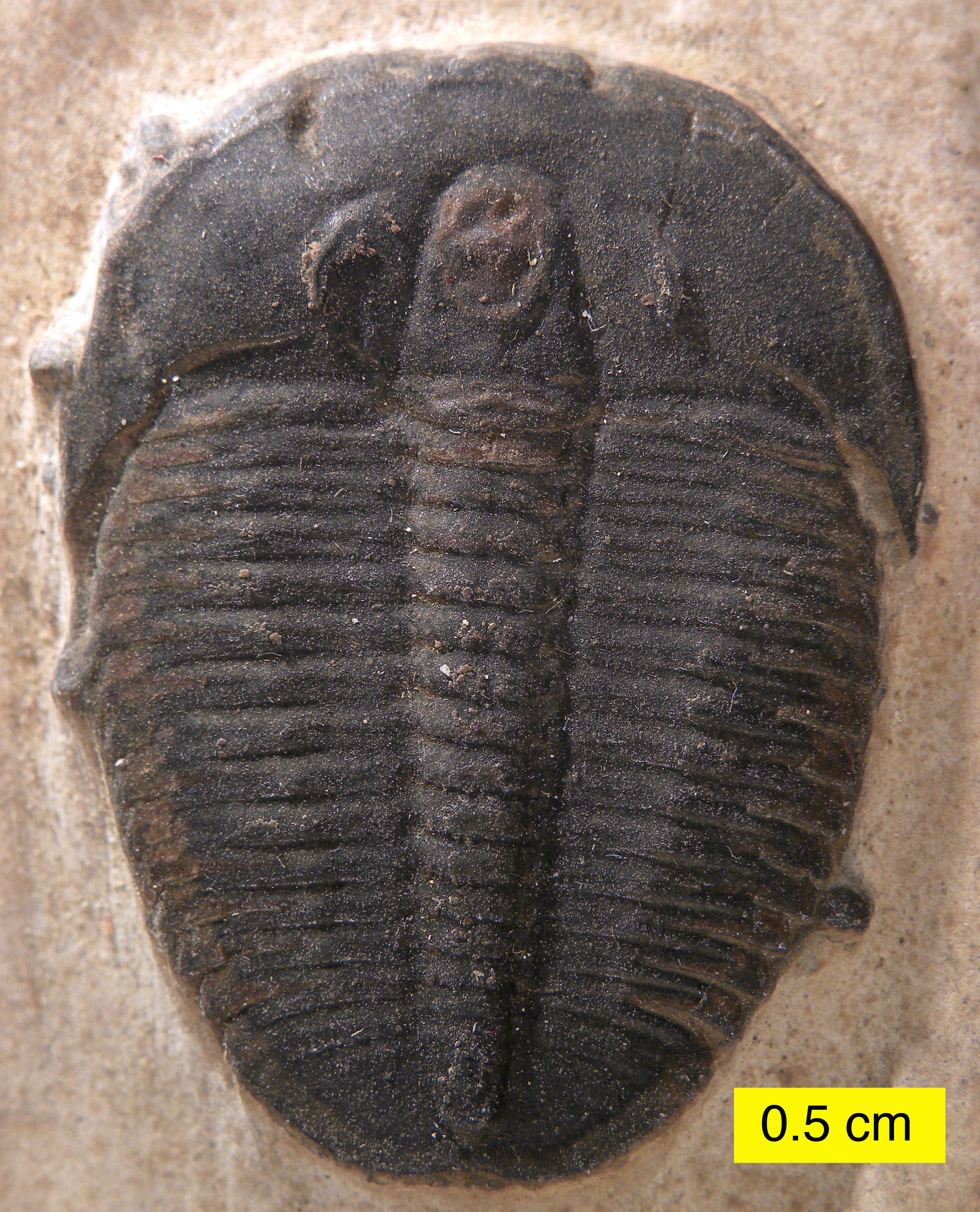
Elrathia kingii, célèbre trilobite des schistes de Wheeler.

Les schistes de Wheeler, site nommé par Charles Walcott, d'après l'Amphithéatre de Wheeler (structure géologique) sont un site fossilifère du Cambrien, étage du Drumien,, daté d'environ 507 millions d'années et connu comme étant l'un des plus importants Lagerstätten,,. Ce site est situé aux États-Unis à l'ouest de l'Utah, dans le comté de Millard, près du chaînon House et de Drum Range. Il est devenu célèbre pour sa concentration importante de trilobites de l'ordre des agnostides et de l'espèce Elrathia kingii, appartenant à l'ordre des Ptychopariida, même si de nombreux endroits sont dépourvus de fossiles. Il s'agit donc d'un Konzentrat-Lagerstätten. Localement, divers animaux à corps mous sont également préservés, une faune (par exemple Naraoia, Wiwaxia et Hallucigenia) et un mode de préservation (sous forme de films carbonés) plus connus dans le fameux site des schistes de Burgess. Ainsi, les Schistes de Wheeler représentent également un Konservat-Lagerstätten. Des études détaillées montrent qu'il y a un certain nombre de séquences d'environ dix mètres d'épaisseur qui présentent une conservation des animaux à corps mous. Chacune de ces séquences se serait formée lorsque le niveau de la mer était haut, en eaux profondes. Les dépôts à l'origine du lagerstätte furent déposés par des turbidites et des glissements de boue sur un fond marin oxygéné.
Avec la formation de Marjum et la formation inférieure de Weeks, les schistes de Wheeler forment une série de couches géologiques de 490 à 610 mètres d'épaisseur de calcaires et de schistes, qui sont l'une des séquences les plus riches et épaisses exposées en Amérique du Nord.
Au niveau de la localité type, dans l'Amphithéatre de Wheeler (chaînon House, comté de Millard, ouest de l'Utah) les schistes de Wheeler sont constitués d'une succession hétérogène de schistes hautement calcaires, de calcaires schisteux, de mudstone et de fin calcaires laminés. La formation de Wheeler s'étend (même si les formations de Marjum et Weeks sont absentes) à proximité de la montagne de Drum, au nord-ouest du chaînon House. On trouve là aussi des fossiles et des conditions de préservation similaires.

## Faune

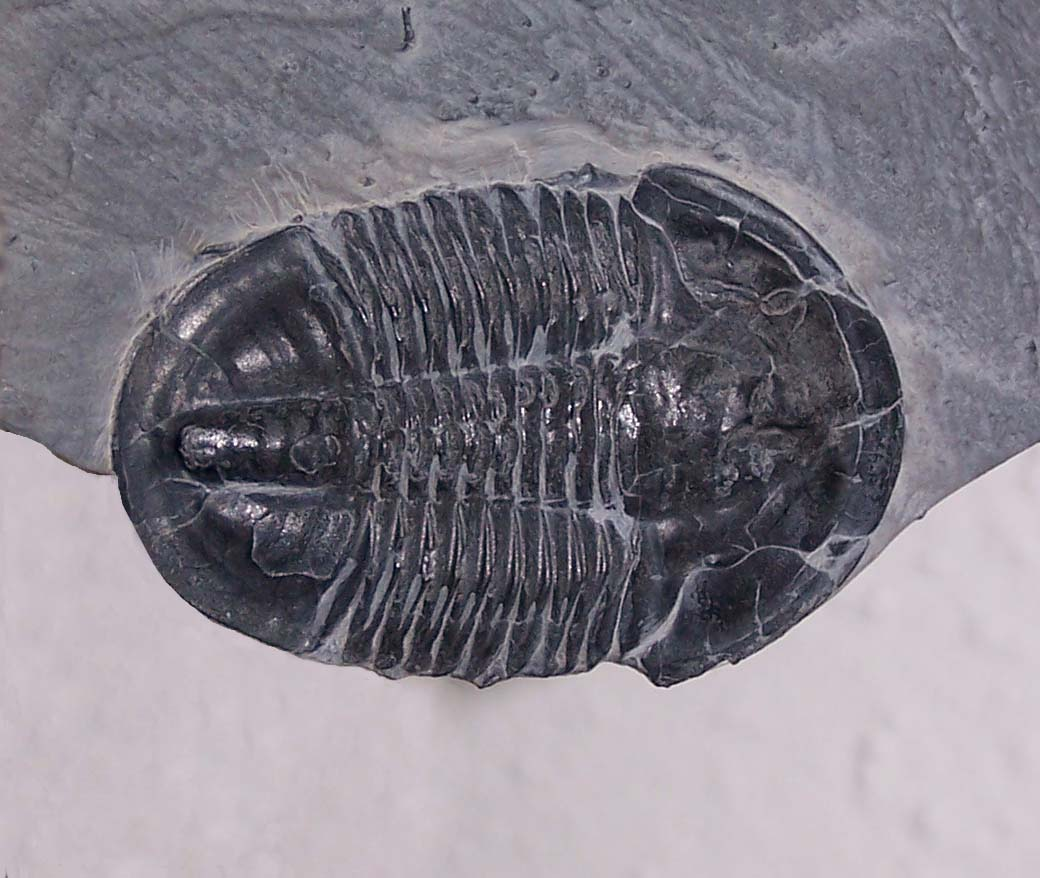
Asaphiscus wheeleri, Cambrien, Schiste de Wheeler, Utah.

La faune retrouvé au schiste de Wheeler inclut des :
- brachiopodes ;
- échinodermes primitifs ;
- éponges ;
- chancelloridés ;
- carpoides ;
- éocrinoides ;
- trilobitomorphes ;
- arthropodes variés (par exemple Anomalocarididés, Emeraldella, leptostracés, Alalcomenaeus) ;
- trilobites ;
- annélides ;
- priapulien ;
- méduses ;
- algues[11],[12],[13],[14],[15],[16],[17].

Étonnamment, les zones de préservation de restes de trilobites à exosquelette minéralisé et les zones où l'on trouve des animaux à corps mous ne se chevauchent pas et se situent dans des horizons séparés,.